# Visszatérő láz
A visszatérő láz (febris recurrens) egy Borrelia okozta, emberről emberre kullancs vagy ruhatetű által terjesztett fertőző betegség. Egyik fő jellemzője a periodikusan visszatérő, akár napokig is eltartó, majd hirtelen megszűnő láz. Ismerték már az ókori egyiptomiak és a görögök is. A betegség évszázadokon át súlyos járványokat okozott. Az 1917. októberi oroszországi forradalom utáni években pusztító élősködők által okozott járványok kapcsán mondta Lenin: „…vagy a tetvek pusztítják el a szocializmust, vagy a szocializmus pusztítja el a tetveket.” [forrás?]

## Etiológia
A visszatérő láz okozója a Borrelia recurrentis (obermeyeri) spirochaeta. Hosszúsága 10-20 mikrométer. Több változata is szóba jöhet, a tetűk és a kullancsok okozta betegségnél más-más Borreliákat írtak le kórokozóként. (pl. B. hermsii, B. parkeri)

## Patogenezis, patológia
A lázas szakaszban a beteg vérében megtalálhatóak a Borreliák, amelyeket a lázas szak végén feltehetőleg antitestek pusztítanak el.
A korbonctani eltérések elsősorban a lépre és a májra lokalizálódnak, ritka a vese, a szív vagy az idegrendszer károsodása. Egyes szervekben vérzések, elhalások jelentkezhetnek. A halál rendszerint szövődmény következménye, legtöbbször pneumonia a kiváltója.

## Epidemológia

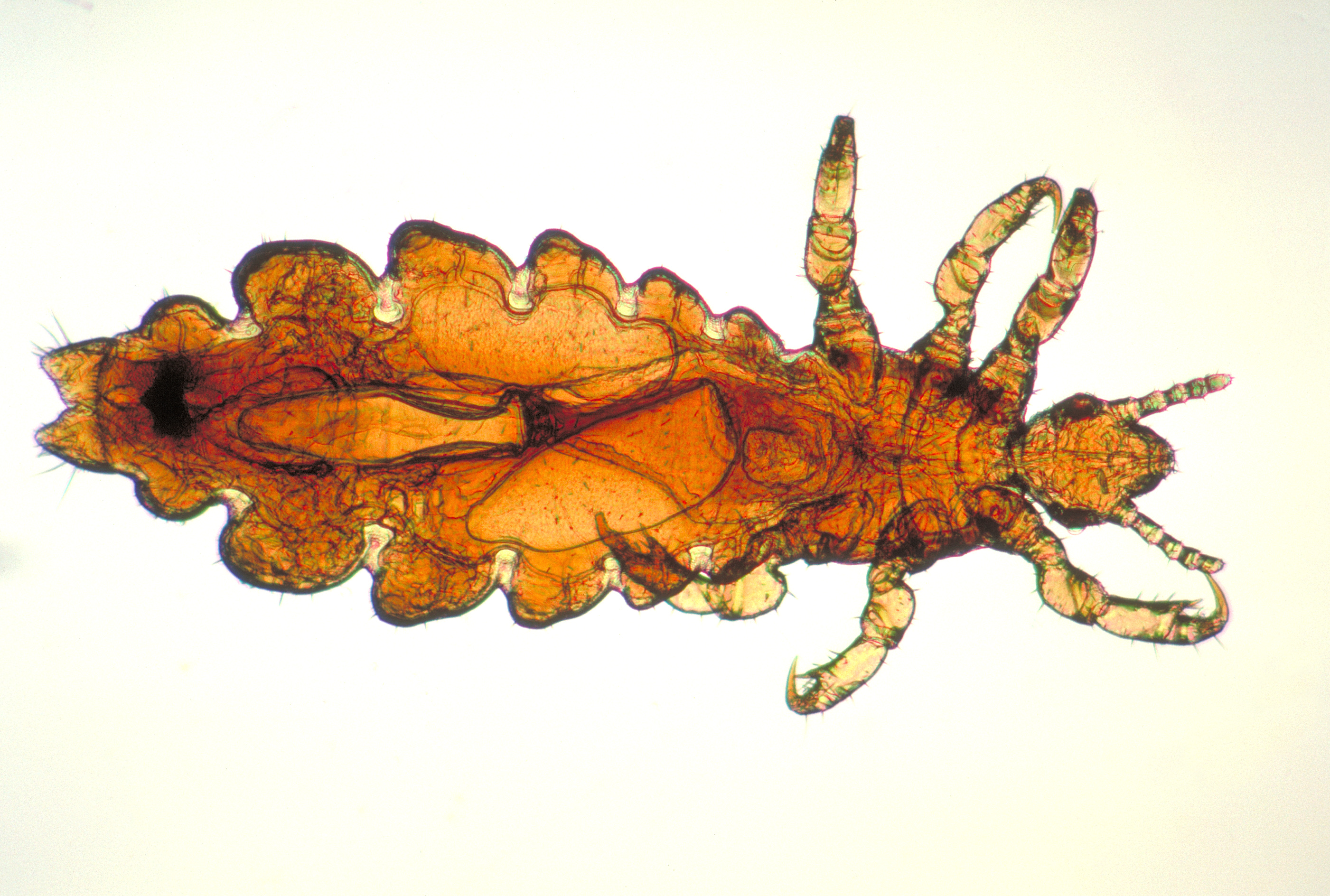
Ruhatetű (var capitis)

Terjesztésében két vektor játszik szerepet: a ruhatetű (Pediculus humanus humanus) és a trópusokon az Ornithodoros génuszba tartozó óvantag fajok.
A ruhatetvesség olyankor terjed, mikor az emberek nem képesek ruházatukat rendszeresen tisztára váltani, pl. hajléktalanság, nyomor, vagy háborúk esetén. A fertőzés forrása az ember a tetű táplálkozása során fertőződik meg. Az élősködőben elszaporodik a kórokozó, majd a következő vérszívással kiváltott vakarózás segítségével jut a szívócsatornán keresztül a fogékony egyénbe. A fertőzött tetű pár napon belül elpusztul.
A Ornithodoros-fajok által terjesztett betegség endemiás vagy sporadikus jellegű. Ebben az esetben a vérszívó fertőzöttsége évekig tart, sőt, azt az utódainak is átadja (transovarialisan fertőződnek). A kórokozó kétféle úton kerülhet át az emberre:
1. A coxalis folyadékot a bőrbe dörzsölve.
2. Egyes fajoknál már a csípés közben, nyál útján.
Az emberből táplálkozó óvantagok (Ornithodorosok) a trópusokon jellemzően vályogházak repedéseiben rejtőznek, éjszaka táplálkoznak és táplálkozás befejezése után azonnal elhagyják az embert. A fertőzést kisemlősökből viszik át az emberre.
A fő gócpont Afrika trópusi területein van, kisebb területeken előfordul Elő-Ázsiában, Észak-Afrikában, Dél-Európában, Közép- és Dél-Amerikában, valamint Kanada és az USA nyugati területein is. A Közel-Keleten a kórképet „karavánszeráj-láznak” is nevezik. Hazánkban a második világháború alatt fordult elő nagyobb számban.

## Klinikum
A lappangási idő 3 és 15 nap között változik, leggyakrabban 8 nap. Hirtelen magasra szökő láz az első tünet. A betegnek fejfájása, szédülése, izomfájdalma, gyakori hányása is lesz. A bőr vörösessé, majd sárgássá válik. A máj és a lép megduzzad. Az első láz idején a nyakon és a mellkason kiütés jelenhet meg.
Az első lázas szakasz 4-5 napig tart, majd a láz kritikusan szűnik meg. Ezután 3-10 napos láztalan időszak következik, ezalatt teljesen panaszmentes a beteg. A láz kritikus esésével hypotonia és shock alakulhat ki. Újabb lázas relapsus következik, tünetei megegyeznek az előzővel, de lefolyása általában enyhébb. A betegség kezelés nélkül 4-5 lázas roham után szűnik meg, ritkán akár 10 lázas periódus is kialakulhat. A lejegyzett maximális relapsus 13 volt. A betegség súlyossága igen változó, a halálozás 2-10%, de egyes tetű által terjesztett járványokban akár 50%-os is lehet. Az epidémiás formában kevesebb a relapsus, de nagyobb a halálozás.

## Diagnózis
A klinikai kép jellegzetesnek mondható, de nem könnyű elkülöníteni a maláriától, a sárgaláztól vagy a hepatitis infectiosától. A legbiztosabb diagnózis a kórokozó kimutatása, de ez csak a lázas szakaszban lehetséges. A kórokozó kimutatható vérkenetben vagy a natív vér sötétlátószeres vizsgálatával. A süllyedés extrém gyorsult, leucocytosis törvényszerű. Gyakran végeznek kb. 1 milliliternyi vérrel állatoltást, patkányban és egérben a kórokozó jól szaporodik, könnyen kimutatható.

## Szövődmények
Agyoedema, meningitis, coma, hemiparesis, myocarditis, májelégtelenség, uveitis előfordulhat.

## Terápia

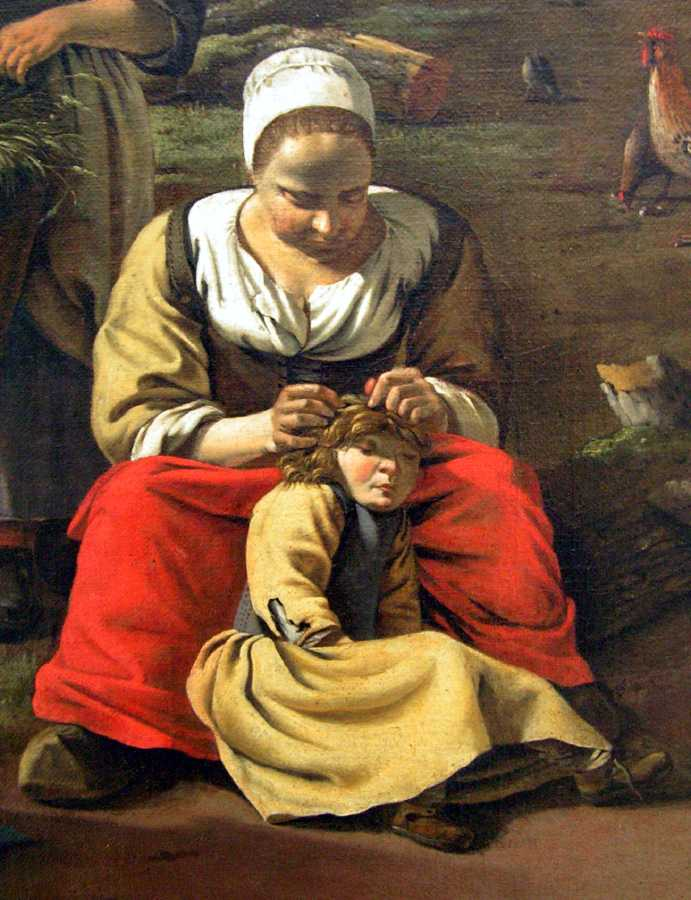
Tetvészkedés

Korábban kezelésére arzénkészítményeket használtak, azóta az antibiotikumos kezelés javasolt korábban penicillinnel, napjainkban tetraciklinnel. Az epidémiás formát egyszeri adagban alkalmazott 500 mg tetraciklinnel kezelik; az endémiás forma terápiájához 4×500 mg 5–10 napos kezelés szükséges. Gyors eredmény akkor várható, ha a kezelést a lázas szakaszban kezdik. A sikert a láz gyors csökkenése és a kórokozó eltűnése a vérből jelzi.

## Prevenció
A betegség tetű által terjesztett változata tetűirtással felszámolható.
A kullancsok útján történő terjedés meggátolása nehezebb. Ilyenkor a lakóhelyéül szolgáló épületek felégetése és a modern építőanyagok használata vezethet tartós eredményre.
A betegség bejelentési kötelezettség alá esik.

## Külső hivatkozások
- Kempelen Farkas Felsőoktatási Digitális Tankönyvtár Archiválva 2007. december 6-i dátummal a Wayback Machine-ben
- Dr. Lakos András - Kullancsbetegségek ambulanciája Archiválva 2008. január 10-i dátummal a Wayback Machine-ben
- Online Encyclopedia:RELAPSING FEVER (angol)